# Mellicta melanalbinotica
Mellicta melanalbinotica är en fjärilsart som beskrevs av Eugen Wehrli 1920. Mellicta melanalbinotica ingår i släktet Mellicta och familjen praktfjärilar. Inga underarter finns listade i Catalogue of Life.